# 铁门 (斯普利特)

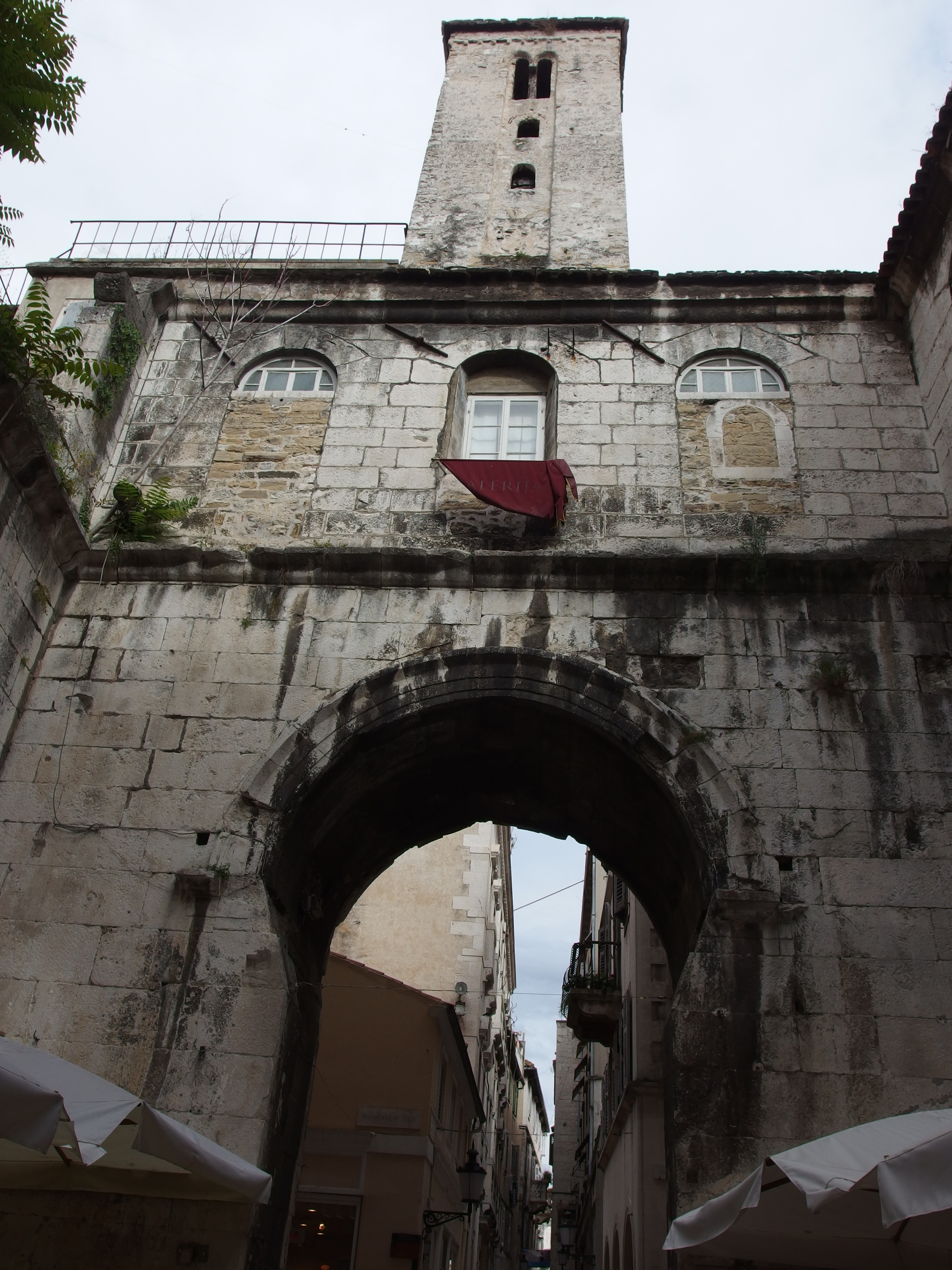

铁门 (拉丁语 Porta ferrea；克罗地亚语：Željezna vrata)是克罗地亚城市斯普利特戴克里先宫的一座宫门，位于西部宫墙的中央，东西横轴线上，与东端的银门相对。它兴建于罗马帝国时期，戴克里先经此前往硫磺温泉, 也会在此执行刑罚。铁门是戴克里先宫保存最完好的一个门。
铁门上描绘的异教神像和标志均已被清除，在5世纪雕刻了十字架。。